# Parapachyloides uncinatus
Parapachyloides uncinatus is een hooiwagen uit de familie Gonyleptidae.